# 陈国

金文中“敶”的寫法

陳，出土金文資料作敶，是中國歷史上西周至春秋時代的一個媯姓諸侯國，是帝舜後裔，為三恪和春秋十二諸侯之一。建國君主為担任周文王的陶正一職（也就是掌管製作陶器的官）的遏父（又稱閼父）之子胡公满。根据胙土命氏的规定，赐命为陳氏，遂名陈滿，在位60年，薨于公元前986年，谥號胡公，史稱陳胡公，為陳氏与胡氏的得姓始祖。周武王並將長女大姬嫁給他，備以三恪，奉祀舜帝。
陳建都宛丘（今河南淮陽城關一帶），轄地最大时达十四座城邑，大致為現在的河南東部和安徽部分地域。從胡公受封至公元前479年，楚惠王殺陳湣公為止，陳國共歷二十五世，延續五百六十多年。陳亡後，陳的分支——仕齊的公子陳完（入齊後改姓田）的後裔——於公元前386年取代了始祖爲太公望的姜姓齊國，史稱田氏代齊。

## 名稱
陳本是太皞之虛的正字，通常假借敶列的敶字。仕齊國的陳公子田完後裔在戰國後，多稱田氏。

## 地理位置
陳所在的位置原本是太皞伏羲氏的都城，称之为“太皞之虛”。陳境地处黄河以南，颍水中游，淮水之北，是为淮阳之地。在地理上，與蔡接近，北方的鄰居還有夏的後裔杞和商的後裔宋，西南則有楚和徐。東周初期，西北方又有從西方遷來的鄭（國都在今河南新鄭）。由於地處中原，屬於重要的交通樞紐，陳人擅長經商。

### 都城
陳都宛丘，位於今河南淮陽。其城墻高大，並有護城河守護。地勢是中央低，而四周高。《詩經·國風》中有一首《陳風·宛丘》描寫了其地形。
|                           | 子之湯兮，宛丘之上兮。洵有情兮，而無望兮。 坎其擊鼓，宛丘之下。無冬無夏，值其鷺羽。 坎其擊缶，宛丘之道。無冬無夏，值其鷺翿。 |
| ——《詩經·國風·陳風·宛丘》 | |

## 歷史

### 先祖和受封
陳的始封君胡公滿是帝舜的後裔，其父阏父曾為周的陶正，武王克商後，不等下車就封胡公於陳（今河南淮陽），為三恪之一，以“追思先聖王”和“興滅國、繼絕世”，並將長女大姬許配給他。舜曾居住於媯水（今山西永济），故而以媯為姓。

### 春秋早期
春秋時期，陳蔡兩國地理接近，互相通婚。春秋早期的君主陳桓公便是蔡國之女所生，他是親蔡派，又自恃與王室通婚，有寵於天子，對鄭的關係較為冷淡。其時，鄭莊公小霸中原，不敬王室，陳國還參加繻葛之戰，有一定的實力和影響。

### 幾度興亡
陳桓公去世後，政局不穩，親鄭的公子佗趁國人暴動的機會，在鄭蔡兩國的扶持下自立為君，他在位仅二十個月就蔡人所殺。桓公的兒子躍再被鄭蔡兩國立為國君，為厲公。厲公也是蔡女所生，其妻同样是蔡國女子。因為妻子與蔡國人通奸，厲公也常前去蔡國，後不知何事竟為蔡國人所殺。君位由公子林接任。林就是陳莊公，莊公在位七年而卒，由幼弟杵臼繼位，是為宣公，陳國的局勢在這時才趨於平穩。
陳宣公時，齊國的齊桓公已經稱霸，陳國多次參加齊桓公主持的會盟，其中包括召陵之盟。陳與齊、魯強國關係和諧。後來，宣公殺太子御寇而改立寵姬之子款，導致國內混亂。厲公的兒子公子完與太子御寇交好，為避禍而出奔到齊國，齊桓公對他禮遇有加，想任其為卿，但被拒絕，於是改任為工正，為田代齊姜埋下伏缐。
齊桓公之後，楚國加快北上爭霸的步伐。前637年楚伐陳國，陳被迫依從楚。後曾跟隨楚國圍宋攻晉，參與城濮之戰。城濮之戰後，晉國興盛，楚國受挫，陳國又依附於晉。陳國夾在晉、楚之間生存。而因地理位置更靠近楚國，陳親楚的傾向較為明顯。
陳靈公在位期間，和大夫孔寧、儀行父都與夏姬通姦，後遭致夏姬之子夏征舒的刺殺，陳國再次出現內亂。楚莊王借機伐陳，殺夏征舒，並想將陳置以為縣，但被申叔时勸阻。於是迎立流亡在晉國的陳靈公的太子午，這就是陳成公。成公的即位，鄭、晉兩國了也都有所助力。
陳成公三十年（公元前568年），陳國背楚盟約。楚共王便於第二年攻打陳國，後因成公去世，而回師。再於哀公三年（公元前566年）興兵圍陳。哀公晚年寵愛寵妾所生的公子留，並將他交給弟弟司徒招照顧。後來司徒招乘哀公生病，殺太子偃師，哀公獲悉後自縊身亡，司徒招便立公子留為君，陳國再次發生內亂。楚靈王借機令弟弟公子棄疾攻陳，陳君留逃往鄭國。陳又亡於楚國之手，其地被置為縣，穿封戌為縣公。
陳國歷經三次內亂和亡國之禍，國勢日趨衰敗。前529年，公子棄疾發動政變推翻楚靈王自立，是為楚平王。平王初立，為籠絡人心，和緩和被靈王破壞的諸侯國間的關係，便使陳復国，立故太子師的兒子吳為陳侯，是為惠公。惠公距陳亡之時已有五年的空白，為了填補空位期，便以哀公去世的第二年（公元前533年）為惠公元年。
陳懷公元年（公元前505年），懷公正式即位。此時的吳國已經強大，在此前的一年，曾攻破楚都郢，楚幾乎亡國。吳召懷公入吳，懷公有意投靠吴国，但被國人反對，只好稱病未去。四年之後，吳王闔閭又召他入吳，懷公在壓力之下只得赴吳，結果被扣留，最終客死吳國。其子越被國人立為湣公。

### 國滅
湣公六年（公元前496年），陳和楚聯合滅頓。作為報復，吳王夫差攻陳，奪三個城邑而歸。湣公十三年（公元前489年）吳又攻陳，湣公求救於楚，楚昭王親率大師救援，吳國遂罷兵而回。湣公二十四年（前478年，《六國表》誤作二十三年），依附于吴的陳国，被楚国公孫朝率領的楚師攻伐，楚惠王殺湣公，陳終于亡国。

## 陳國的延續
陳厲公曾請周朝廷的太史以《周易》幫厲公的兒子公子完占卜，預言：「陳國衰亡後，公子完子孫將要享有姜姓的諸侯國。」
前672年陈宣公殺太子御寇，公子完與禦寇有私交，怕被牽連，逃往齊國，齊桓公命公子完為大夫。
公子完入齊後，改姓田。
田氏門閥傳至田無宇時，勢力變強。田乞在位時，甚至以「大斗出小斗進」等手段得民意所向。齊國重臣晏嬰甚至表示：「田氏祖先降臨了，田家將要領有齊國了。」以後田氏逐漸兼併齊國的欒、高（齊惠公之後）和國、高（齊文公之後）以及鮑、闞等門閥，獨專齊政，廢立齊君。
傳至田和時，田和将齐康公放逐到海上，自立为君，于是，姜姓君主的齐国，成了田氏的齐国。这就是历史上有名的“田氏代齐”。田齊傳至七世，直至齊王建的時侯，七雄中的五國已被強秦所滅，秦国大軍直奔都城臨淄，田建不戰而降，終死於流放之地，齊國滅亡。
齊王建之孫田安在秦二世晚期，攻克濟北郡，隨楚霸王項羽進入關中，得到了他的信任。後項羽分封十八諸侯，封田安為濟北王（都城在博陽）。田安的曾孫為漢朝綉衣御史王賀，因祖上曾為齊王，遂以王姓為氏。王賀之孫女為孝元皇后王政君，曾孫則為篡漢自立的新朝皇帝王莽。

## 與其他諸侯的關係
陳蔡由於在地理上天然接近，又互相通婚。兩國間關係很近，厲公的母親就是蔡國人，他也是在蔡國的扶持下得以繼位。
春秋早期，鄭國對陳國的影響很大。公子佗、厲公、莊公和宣公的繼立都有鄭國的影響。
鄭莊公去世後，鄭的實力開始衰退。而楚自楚武王時，逐漸強大起來。陳開始親楚。
晉國在城濮之戰中打敗楚國後，晉文公成為霸主，陳也服於晉，並參加了翟泉會盟。
陳國親晉的行為遭到楚國的報復。而畏懼於楚的打擊，陳只得與楚重修於好。這樣一來，又令晉國不滿，並興兵攻伐。就這樣，陳國不得不得搖擺於兩大強國之間。
春秋後期，晉國埋頭於內部的權力鬥爭。東方吳國崛起，與楚國競爭。陳國又只得遊走於楚吳兩國。不久吳國被崛起後的越國壓制，親吳的陳國便最終為楚所滅。

## 文化
陳地属于中原文化。至周朝之後，與王室積極通婚，吸收並形成了具有地域特色的文化。
陳人好巫風，人民喜好祭祀，胡公之妻太姬早年無子，於是“好祭鬼神，鼓舞而祀”。後終生子，故而深信巫觋。

### 詩歌
《詩經·國風》收有陳風十首。分別是：《宛丘》、《東門之枌》、《衛門》、《東門之池》、《東門之楊》、《墓門》、《防有鵲巢》、《月出》、《株林》、《澤陂》。

### 陶器工藝
陳國擅長陶器工藝，陳的祖先虞瘀父曾為周的陶正。二十世紀五十年代以前，曾在陳國所在的江淮流域出土過印紋硬陶，而在西周王畿所在的豐鎬地區也同時有該工藝品的出土，這被推測為是由陳帶過去的工藝技術。陳宣公在位期間，陳國的公子完因禍出奔至齊國，任“工正”，工正司職和虞瘀父所任的陶正相似，這說明陳世代相傳有陶器工藝這門技術。

## 歷史古蹟

### 陳胡公墓
陳國始封君陳胡公的墓又稱“胡公鐵墓”，位於國都城外東南處（今淮陽龍湖東南的南壇湖畔）。因胡公被視為陳姓和胡姓始祖，此處也受到陳姓、胡姓等後代子孫的祭拜。

## 陳國君主列表及在位年份
| 諡號 | 名     | 在位時間            | 在位年數 | 身分     |
| 胡公 | 滿     | 前1045年－前986年   | 在位60年 | 開國之君 |
| 申公 | 犀侯   | 前985年－前961年    | 在位25年 | 胡公之子 |
| 相公 | 皋羊   | 前960年－前939年    | 在位22年 | 申公之弟 |
| 孝公 | 突     | 前938年－前905年    | 在位34年 | 申公之子 |
| 慎公 | 圉戎   | 前904年－前855年    | 在位50年 | 孝公之子 |
| 幽公 | 寧     | 前854年－前832年    | 在位23年 | 慎公之子 |
| 僖公 | 孝     | 前831年－前796年    | 在位36年 | 幽公之子 |
| 武公 | 靈     | 前795年－前781年    | 在位15年 | 僖公之子 |
| 夷公 | 說     | 前780年－前778年    | 在位3年  | 武公之子 |
| 平公 | 燮     | 前777年－前755年    | 在位23年 | 夷公之弟 |
| 文公 | 圉     | 前754年－前745年    | 在位10年 | 平公之子 |
| 桓公 | 鮑     | 前744年－前707年    | 在位38年 | 文公之子 |
| -    | 佗     | 前707年－前706年    | 在位8月  | 桓公之弟 |
| 厲公 | 躍     | 前706年－前700年    | 在位7年  | 桓公之子 |
| 莊公 | 林     | 前699年－前693年    | 在位7年  | 厲公之弟 |
| 宣公 | 杵臼   | 前692年－前648年    | 在位45年 | 莊公之弟 |
| 穆公 | 款     | 前647年－前632年    | 在位16年 | 宣公之子 |
| 共公 | 朔     | 前631年－前614年    | 在位18年 | 穆公之子 |
| 靈公 | 平國   | 前613年－前599年    | 在位15年 | 共公之子 |
| -    | 徵舒   | 前599               | 在位数月 | 宣公曾孙 |
| 成公 | 午     | 前598年－前569年    | 在位30年 | 靈公之子 |
| 哀公 | 弱     | 前568年－前534年    | 在位35年 | 成公之子 |
| -    | 留     | 前534年三月－十一月 | 在位9月  | 哀公之子 |
| -    | 穿封戌 | 前533年－前529年    | 在位5年  | 楚国大夫 |
| 惠公 | 吳     | 前529年－前506年    | 在位28年 | 哀公之孫 |
| 懷公 | 柳     | 前505年－前502年    | 在位4年  | 惠公之子 |
| 湣公 | 越     | 前501年－前478年    | 在位24年 | 懷公之子 |

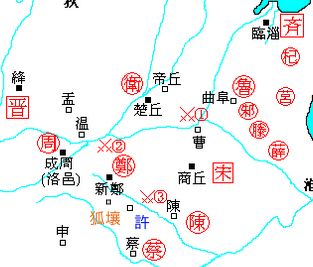
陳國位置

註1：陳幽公以前的君主在位年，皆為推測所得，僅供參考。

## 人物

### 公子
- 太子免，陳桓公太子
- 陳完，陳厲公子
- 太子禦寇，陳宣公太子
- 公子少西，字子夏，後為夏氏，陳宣公子
- 陳悼太子偃師，陳哀公子
- 公子黃，陳成公子
- 公子招，陳成公子
- 公子過，陳成公子
- 公子勝，陳哀公子
- 公孫貞子，陳哀公孫

### 公族
- 夏氏
  - 少西
  - 夏御叔，少西子
  - 夏徵舒，字子南，御叔子
  - 夏惠子夏晉，夏徵舒子（《左傳正義》引《世本》）
  - 夏禦寇，夏晉子
  - 夏悼子夏齧，夏禦寇子（《左傳正義》引《世本》）
  - 夏區夫，夏齧鴛
- 轅氏
  - 轅宣仲轅濤塗，陳申公之後裔
  - 轅桓子轅僑
  - 轅选
  - 轅咺
  - 轅頗
  - 轅買
  - 袁克
- 慶氏
  - 慶虎，陳桓公五世孫
  - 慶寅，慶虎弟
  - 慶樂
- 鍼氏
  - 陳鍼子，陳僖公孫
  - 鍼宜咎，陳鋮子八世孫
- 宋氏
  - 宋豎，陳宣公六世孫

### 諸臣
- 孔寧，又稱公孫寧
- 孔奐
- 歂孫
- 女叔
- 原仲
- 泄冶
- 儀行父
- 司徒卬
- 司馬桓子
- 干徵師
- 輿嬖
- 逢滑
- 公孫佗人
- 芉尹蓋
- 賈獲
- 陳司敗，陳大夫

### 女子
- 太姬，周武王之女，胡公满之妻
- 戴妫
- 厉妫
- 息妫
- 蔡女，陳文公妃，生媯佗
- 鄭姬，陳哀公夫人，生太子偃師
- 陳哀公妾，生公子留
- 下妃，陳哀公妾，生公子勝
- 懿氏妻，卜妻敬仲
- 夏姬，夏徵舒母
- 子仲（《詩·陳風·東門之枌》）

## 延伸阅读
[在维基数据编辑]
 《史記/卷036》，出自司馬遷《史記》